# Blažim (Neveklov)
Blažim (německy Blaschim) je malá vesnice, část města Neveklov v okrese Benešov. Nachází se asi 6 km na západ od Neveklova. Prochází zde silnice II/114. V roce 2009 zde bylo evidováno 44 adres.
Blažim leží v katastrálním území Blažim nad Vltavou o rozloze 5,32 km².

## Název
Název vesnice vznikl přivlastňovací příponou z osobního jména Blažim ve významu Blažimův dvůr. V historických pramenech se jméno vsi objevuje ve tvarech: Blasin (1000, 1205), Blaslim (1310), Blazim (1388), de Blassim a de Blazim (1398), de Blazima (1405), Blasín (1421), z Blažima (1434), Dlazim (1522), w Blazymj (1527), Blazim (1539), Blažim (1563), „ke vsem Dlazimi“ (1578), Blažim (1654) a Blažim nebo Blažin (1849)..

## Historie
První písemná zmínka o vesnici pochází z roku 1000.
Za druhé světové války se ves stala součástí vojenského cvičiště Zbraní SS Benešov a její obyvatelé se museli 31. prosince 1943 vystěhovat.